# Hapoel Ramat Gan Givatayim B.C.
El Hapoel Ramat Gan Givatayim  es un equipo de baloncesto israelí que compite en la National League, la segunda división del país. Tiene su sede en la ciudad de Guivatayim. En 2014 Hapoel Givatayim se fusionó con Elitzur Ramat Gan para dar lugar a este equipo.

## Posiciones en Liga
- 2015 - (1-Artzit)

## Palmarés
- Artzit League:
  - Campeón Grupo Norte (1): 2014-15

## Jugadores destacados
| - Gur Shelef - William Davis - Ron Johnson | - Damon Peterson - Robert Zvolanov |